# Травники (Малопольське воєводство)
Травники (пол. Trawniki) — село в Польщі, у гміні Дрвіня Бохенського повіту Малопольського воєводства.
Населення — 85 осіб (2011).
У 1975-1998 роках село належало до Краківського воєводства.

## Демографія
Демографічна структура станом на 31 березня 2011 року:
|          | Загалом | Допрацездатний вік | Працездатний вік | Постпрацездатний вік |
| -------- | ------- | ------------------ | ---------------- | -------------------- |
| Чоловіки | 47      | 12                 | 29               | 6                    |
| Жінки    | 38      | 9                  | 20               | 9                    |
| Разом    | 85      | 21                 | 49               | 15                   |